# André Marnay
Pour les articles homonymes, voir Marnay.
Paul André Rigoult, dit André Marnay, est un acteur français, né le 14 novembre 1877 à Levallois-Perret (Hauts-de-Seine) et mort le 23 mai 1964 à Couilly-Pont-aux-Dames (Seine-et-Marne).

## Biographie
Il est inhumé au cimetière de Passy (3e division).

## Filmographie
- 1917 : L'Homme qui revient de loin de René Navarre
- 1917 : L'Attentat de la maison rouge de Gaston Silvestre
- 1917 : L'Âpre lutte de Robert Boudrioz
- 1919 : Dans les ténèbres de Théo Bergerat
- 1920 : La Dette de Gaston Roudès
- 1920 : La Double Existence du docteur Morart de Jacques Grétillat
- 1920 : Papa bon cœur de Jacques Grétillat : Docteur Gilbert
- 1920 : L'Envol de Pierre Hot
- 1921 : L'Homme aux trois masques de Émile Keppens - Film en 12 épisodes - : Julien Marsac
- 1921 : L'Aiglonne d'Émile Keppens et René Navarre - en 12 épisodes - : Fouché
- 1921 : Le Mont maudit de Paul Garbagni
- 1922 : Roger la Honte de Jacques de Baroncelli - Film en deux époques - : Luversan
- 1923 : La Faute des autres de Jacques Olivier : Le pasteur
- 1923 : Les Opprimés d'Henry Roussel : Baron de Hornebecke
- 1924 : Le Vert galant de René Leprince - Film en 8 épisodes -
- 1925 : L'Espionne aux yeux noirs d'Henri Desfontaines - Film en 8 épisodes - : Le pope
- 1925 : Madame Sans-Gêne de Léonce Perret
- 1925 : La Course du flambeau de Luitz Morat
- 1926 : Le Juif errant de Luitz Morat - Film en 5 épisodes - : Ashaverus
- 1926 : Titi premier, roi des gosses de René Leprince : Martinoff
- 1927 : La Glu d'Henri Fescourt : Le docteur Cézambre
- 1927 : Princesse Masha de René Leprince
- 1928 : La Passion de Jeanne d'Arc de Carl Dreyer
- 1928 : La Revanche du maudit de René Leprince
- 1929 : La Vie miraculeuse de Thérèse Martin de Julien Duvivier
- 1929 : Trois jeunes filles nues de Robert Boudrioz
- 1929 : L'Instinct de Léon Mathot et André Liabel
- 1930 : Méphisto de Henri Debain et Nick Winter - Film en 4 épisodes : Richard
- 1930 : Les Deux Mondes d'Ewald-André Dupont
- 1930 : Un caprice de la Pompadour de Willi Wolff et Joe Hamman : Maurepas
- 1930 : Mon gosse de père de Jean de Limur : Lepetissale
- 1931 : Passeport 13.444 de Léon Mathot
- 1931 : Serments d'Henri Fescourt : Le capitaine
- 1933 : Bagnes d'enfants de Georges Gauthier
- 1933 : Le Mari garçon d'Alberto Cavalcanti
- 1933 : Trois pour cent de Jean Dréville
- 1934 : La Châtelaine du Liban de Jean Epstein et Christian Matras : Le colonel Hennequin
- 1935 : Les Mystères de Paris de Félix Gandéra
- 1935 : Pasteur de Sacha Guitry et Fernand Rivers : Un médecin
- 1935 : Le Roman d'un jeune homme pauvre d'Abel Gance : Le notaire
- 1936 : La Rose effeuillée de Georges Pallu
- 1936 : Michel Strogoff de Jacques de Baroncelli et Richard Eichberg
- 1938 : Thérèse Martin de Maurice de Canonge : M. André Martin
- 1938 : La Goualeuse de Fernand Rivers : L'avocat général
- 1938 : Remontons les Champs-Élysées de Sacha Guitry et Robert Bibal : Louis-Philippe
- 1939 : Deuxième bureau contre kommandantur de René Jayet et Robert Bibal : L'aumônier général
- 1939 : Eau vive, court métrage de Jean Epstein
- 1942 : L'Âge d'or de Jean de Limur
- 1943 : Le Comte de Monte Cristo, 2e époque: Le châtiment de Robert Vernay :Le président de la cour d'assises
- 1943 : Mermoz de Louis Cuny
- 1945 : Le Père Goriot de Robert Vernay
- 1946 : Mensonges de Jean Stelli
- 1947 : Pas un mot à la reine mère de Maurice Cloche : Le ministre Plévénic
- 1947 : Le Mystérieux Colonel Barclay de Jacques Vilfrid - moyen métrage -
- 1948 : Émile l'Africain de Robert Vernay : Le Notaire
- 1949 : Du Guesclin de Bernard de Latour
- 1950 : Envoi de fleurs de Jean Stelli : Le curé

## Théâtre
- 1918 : Notre image d'Henry Bataille, mise en scène Armand Bour, Théâtre Réjane
- 1942 : La Tornade de Pierre Maudru, mise en scène Charles de Rochefort, Théâtre Charles de Rochefort